# 改造社

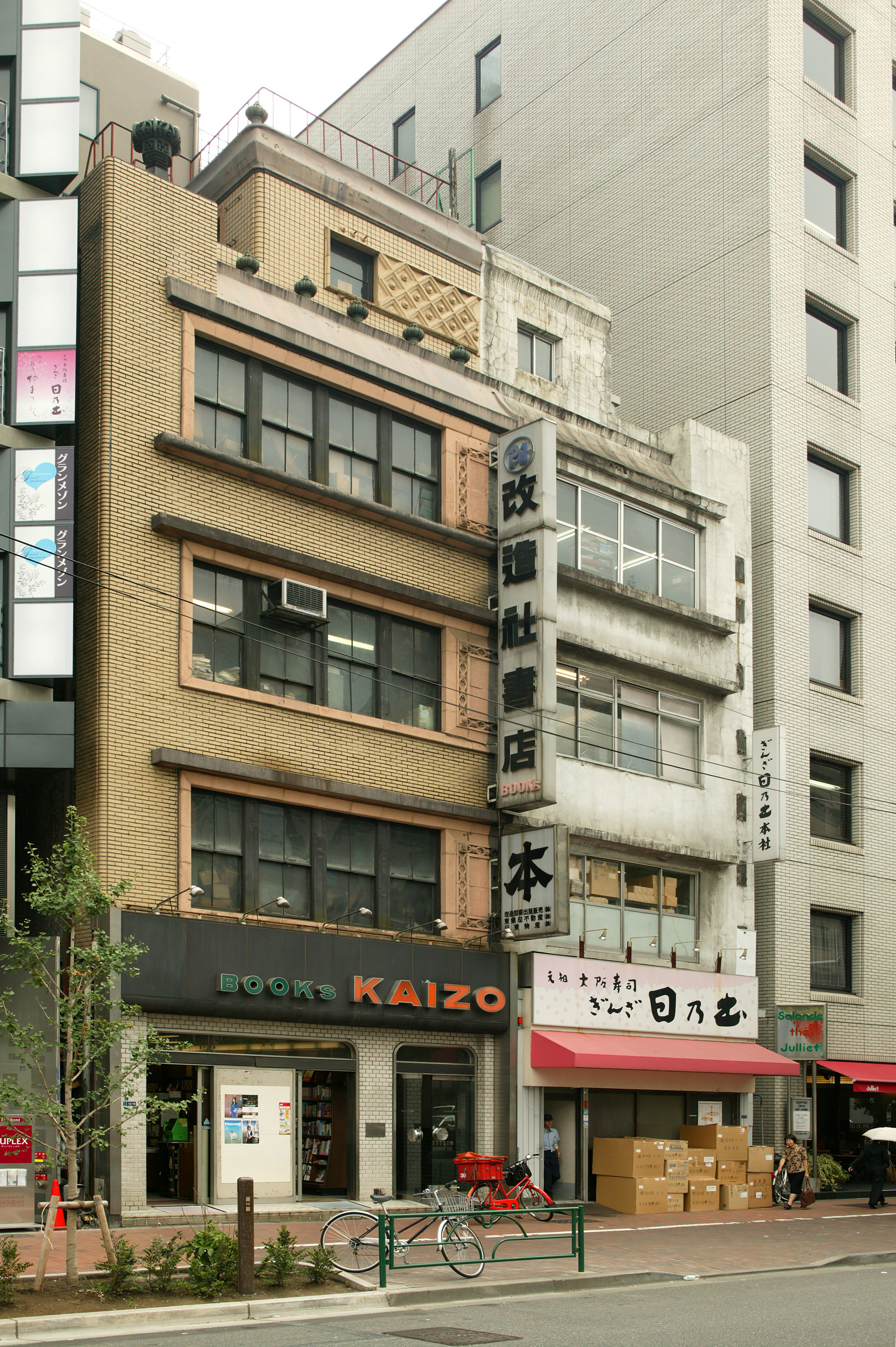
銀座改造社ビル（2007年）

改造社（かいぞうしゃ）は、日本の書店である。大正期から昭和中期にかけては出版社であり、総合雑誌『改造』や円本文学全集『現代日本文学全集』を発行していた。

## 沿革
1919年（大正8年）1月、山本実彦により創業される。同年4月、総合雑誌『改造』を創刊する。
1920年（大正9年）、『改造』に連載中だった賀川豊彦の『死線を越えて』を単行本として刊行、ベストセラーとなる。
1921年（大正10年）から翌年にかけて、バートランド・ラッセル、マーガレット・サンガー、アルベルト・アインシュタインを相次いで日本に招いて話題を集めた。当時京都府立第一中学校の中学生だった湯川秀樹は、この時のアインシュタインの講演を聞いて物理学へ進んだ。
1926年（大正15年）からは1冊1円の全集本『現代日本文学全集』の刊行を開始、他の出版社も追随し、昭和初年の出版界に「円本ブーム」を引き起こした。1929年（昭和4年）から岩波書店の岩波文庫（1927年創刊）に対抗し、文庫本の「改造文庫」を発行した。『マルクス・エンゲルス全集』を刊行し、岩波書店などの五社連盟版と競合する事になったが、実際に刊行できたのは改造社版だけであった。
1934年（昭和9年）には『俳句研究』を創刊した。
1944年（昭和19年）7月10日、情報局は中央公論社と改造社に自発的廃業を指示し、両社は同月末に軍部の圧力により事実上解散させられた（横浜事件を参照）。
第二次世界大戦後に改造社は再建され、1946年（昭和21年）1月には雑誌『改造』も復刊したが、改造文庫は復興しなかった。ただし、改造文庫として出版していた書目を中心にB6型の「改造選書」を刊行していた。
創業者・経営者の山本実彦は政治家としても活動したが、1947年（昭和22年）に公職追放され、1951年（昭和26年）に解除され改造社の社長に復帰するも、翌年病死した。
1955年（昭和30年）、労働争議が起き、同年1月22日、編集局全員を解雇すると、1月22日青野季吉・丹羽文雄らが「改造不執筆同盟」を結成し、2月18日「改造を守る会」に発展し、解決に努力したが、『改造』は2月号で廃刊された。山本七平によると、「アメリカ式経営」の導入を標榜する若社長がそれを強行し、社内を大混乱に陥らせたのが出版社として衰退した大きな理由のひとつだという。
現在では改造社書店（株式会社中央改造社書店、株式会社紀尾井町改造社書店、株式会社京王改造社書店、株式会社西新宿改造社、株式会社成田改造社書店、株式会社長野改造社 他）、改造図書出版販売株式会社として、東京都中央区銀座5丁目の中央改造社書店本社ビル1階をはじめ関東地方と長野県の複数店舗で書籍の販売業などを営んでおり、書籍の編集、出版は行っていない。

## 改造社書店店舗
- 東京都 - 千代田区（3店舗）、中央区（1店舗）、新宿区（3店舗）、豊島区（1店舗）、港区（1店舗）、大田区（羽田空港国際線旅客ターミナル）
- 千葉県 - 成田空港（第2ターミナル）
- 長野県 - 長野駅（MIDORI長野店）、松本駅（MIDORI松本店）